# فاليا ماري
فاليا ماري هي قرية تقع في إقليم كوفاسنا في رومانيا.

## السكان
حسب إحصائيات 2002 بلغ عدد سكان القرية 1,177 نسمة.